# Рочини
Рочини (пол. Roczyny) — село в Польщі, у гміні Андрихув Вадовицького повіту Малопольського воєводства.
Населення — 4097 осіб (2011).

## Географія
Селом протікає річка Рочинка.

## Демографія
Демографічна структура станом на 31 березня 2011 року:
|          | Загалом | Допрацездатний вік | Працездатний вік | Постпрацездатний вік |
| -------- | ------- | ------------------ | ---------------- | -------------------- |
| Чоловіки | 2025    | 487                | 1332             | 206                  |
| Жінки    | 2072    | 453                | 1213             | 406                  |
| Разом    | 4097    | 940                | 2545             | 612                  |